# Сулоцкий, Александр Иванович
Александр Иванович Суло́цкий (также Сулостский; 1812, село Сулость, Ярославская губерния — 3 [16] мая 1884, Омск) — протоиерей Русской православной церкви, историк, краевед, видный исследователь сибирской старины, в особенности истории тобольской и частью всесибирской иерархии, истории христианства в Сибири и церковных сибирских древностей.

## Биография
Родился в 1812 году в семье бедного причетника в селе Сулость Ростовского уезда Ярославской губернии.
В 1827 году Сулоцкий поступил в Ярославскую духовную семинарию, а по окончании курса в ней как лучший ученик в 1833 году был принят на казённый счёт в Петербургскую духовную академию.
Выйдя из последней в 1837 году со степенью старшего кандидата богословия, он в 1838 году получил место учителя церковной истории и греческого языка в Тобольской духовной семинарии, в которой с 1840 года стал преподавать также библейскую историю, церковные древности и обряды, каноническое право и историю русской церкви, а частным образом излагал своим ученикам историю собственно-сибирской церкви и особенно историю Тобольской епархии. Заведовал семинарской библиотекой. Вступил в брак с дочерью священника Марией Андреевной, с которой прожил до конца своей жизни.
В 1848 году по совету Тобольского архиепископа Георгия Сулоцкий после долгих колебаний решился наконец на рукоположение во священники и по совершении обряда был назначен законоучителем в Сибирском кадетском корпусе в Омске и настоятелем корпусной церкви.
В сан протоиерея был возведён в 1863 году. Позже он состоял членом правления Омского духовного училища (с 1868 г.) и председателем съездов Омского училищного округа.
В 1868 году он был в числе членов-учредителей Общества исследователей Западной Сибири, а в 1877 — Западносибирского отдела Русского географического общества.
Скончался 3 (16) мая 1884 года от туберкулёза. Был похоронен на Казачьем кладбище Омска. При сносе кладбища место захоронения утеряно.
В 2016 году на территории Казачьего сквера (на месте бывшего Казачьего кладбища), неподалёку от восстановленной церкви Всех Святых, был установлен небольшой памятник, на котором выбит текст: «Сулоцкий Александр Иванович. 1812—1884. Протоиерей, духовный писатель, историк, педагог Омского Сибирского кадетского корпуса».

## Творчество
Литературно-научная деятельность Сулоцкого началась ещё в Тобольске, но планомерный и постоянный характер приобрела уже в Омске. Около 40 лет работал он над изучением сибирской церковной и отчасти гражданской истории, над собиранием материалов, документов и актов и разработкою их. О первоначальных своих занятиях в этом направлении сам он пишет в своей «Авторской исповеди»: 
Я начал заниматься историею Сибири, читал всё, что только попадалось печатного и рукописного, по временам разбирал и читал старинные дела архивов семинарского и консисторского, сносился лично и через письма с людьми, знакомыми с сибирской стариной, а также с имеющими доступ в архивы церковные и присутственных мест, и таким образом стал собирать материалы для истории христианства в Сибири и предшествовавших ему… язычества и магометанства, — стал от времени до времени о тех или других событиях и лицах, действовавших в Сибири, составлять собственно для себя статьи, а вскоре стал даже и ученикам высшего отделения семинарии преподавать историю сибирской церкви и Тобольской епархии. И так как любовь к этим предметам в учениках я видел, можно сказать, страстную, от этого сам ещё более стал пристращаться к истории и археологии сибирской церкви, а отсюда мало-помалу перешёл и к печатанию, как отдельных изданий, так и журнальных статей.

Многочисленные труды и статьи его, из которых отдельно вышло только девять, а остальные (около ста более или менее крупных статей, как в местных изданиях, так и в «Страннике», «Душеполезном чтении», «Русской старине», «Русском вестнике», «Москвитянине» и др.) рассеяны в разных повременных изданиях, имеют своим предметом историю христианства в Сибири, её церковные древности и в особенности историю Тобольской епархии, исследованную в форме биографии её архипастырей почти на всём её протяжении. За монографию «Филофей Лещинский, митрополит сибирский и тобольский» Сулоцкий в 1855 г. Петербургской духовной академией был удостоен звания магистра богословия. О значении Сулоцкого как исследователя в области истории Сибири анонимный автор некролога в «Тобольских губернских ведомостях» говорит: 
Едва ли кто может приступить теперь к изучению Сибирского края в церковно-историческом отношении, не ознакомившись предварительно с литературными трудами Сулоцкого. Правда, он не оставил цельных и особенно капитальных трудов, но это зависело от того, что он был один из первых, в полном смысле самостоятельных тружеников по разработке разных письменных архивных и других памятников сибирской старины. Ему приводилось не обобщения делать, а первому пролагать путь к занятиям сибирскою церковною историею; по его следам теперь легко будет идти всякому, кто пожелает принять на себя труд изучения и дальнейшей разработки церковно-исторической науки Сибирского края.
Архив протоиерея Александра Сулоцкого хранится в Государственном архиве Тюменской области (№ 144); содержит в том числе многие неопубликованные работы.

## Награды
- набедренник
- палица
- скуфья
- камилавку
- наперсный крест
- орден Святой Анны 2-й степени с императорской короной
- орден Святого Владимира 4-й степени.